# Saint-Marc-sur-Couesnon
Saint-Marc-sur-Couesnon korábbi község Franciaországban, Ille-et-Vilaine megyében. Lakosainak száma 570 fő (2018. január 1.). Saint-Marc-sur-Couesnon La Chapelle-Saint-Aubert, Mézières-sur-Couesnon, Saint-Ouen-des-Alleux, Saint-Sauveur-des-Landes, Saint-Hilaire-des-Landes és Saint-Jean-sur-Couesnon községekkel határos.
2019. január 1-jén további három korábbi községgel egyesült és az így létrejött Rives-du-Couesnon új község része lett.

## Népesség
A település népessége az elmúlt években az alábbi módon változott:
| Lakosok száma | 411  | 339  | 368  | 410  | 459  | 535  | 560  | 581  | 571  | 570  |
|               | 1968 | 1975 | 1982 | 1999 | 2006 | 2011 | 2013 | 2016 | 2017 | 2018 |